# Good to Be Bad
Good to Be Bad deseti je studijski album engleskog hard rock sastava Whitesnake, kojeg je 2008. godine objavila diskografska kuća SPV GmbH.
Ovo je bio prvi studijski album sastava nakon deset godina i albuma Restless Heart. Album ne uključuje četiri nove skladbe snimljene na uživo albumu Live: In the Shadow of the Blues iz 2006. godine.
Album se do kolovoza 2009. godine prodao u preko 300.000 primjeraka širom svijeta.

## Popis pjesama
Sve pjesme napisali su David Coverdale i Doug Aldrich.
1. "Best Years" - 5:16
2. "Can You Hear the Wind Blow" - 5:02
3. "Call on Me" - 5:01
4. "All I Want All I Need" - 5:42
5. "Good to Be Bad" - 5:13
6. "All for Love" - 5:14
7. "Summer Rain" - 6:15
8. "Lay Down Your Love" - 6:01
9. "A Fool in Love" - 5:50
10. "Got What You Need" - 4:14
11. "'Til the End of Time" - 5:32

Japanske bonus pjesme:
1. "All for Love" (Doug guitar solo)
2. "Summer Rain" (Acoustic Version)

### Europski bonus CD
1. "Summer Rain" (Acoustic version) - 5:21
2. "All I Want All I Need" (Radio Edit) - 3:58
3. "Take Me with You" (Live) - 7:51
4. "Ready to Rock" (Enhanced Video) - 4:19

### Bonus CD SAD/Kanada
1. "Burn-Stormbringer" (uživo) - 8:38
2. "Give Me all Your Love Tonight" (uživo) - 4:27
3. "Walking In The Shadow...." (uživo) - 5:11
4. "The Deeper The Love" (uživo) - 4:32
5. "Ready & Willing" (uživo) - 5:41
6. "Don't Break My Heart Again" (uživo) - 6:08
7. "Take Me with You" (uživo) - 7:51
8. "Ready To Rock" - 4:19

## Osoblje
- David Coverdale - vokali
- Doug Aldrich - gitara
- Reb Beach - gitara
- Timothy Drury - klavijature
- Uriah Duffy - bas-gitara
- Chris Frazier - bubnjevi

## Vanjske poveznice
- "Planet Rock"
- Coverdaleov komentar albuma u "MetalNewsu"